# Johann Heinrich Fritsch

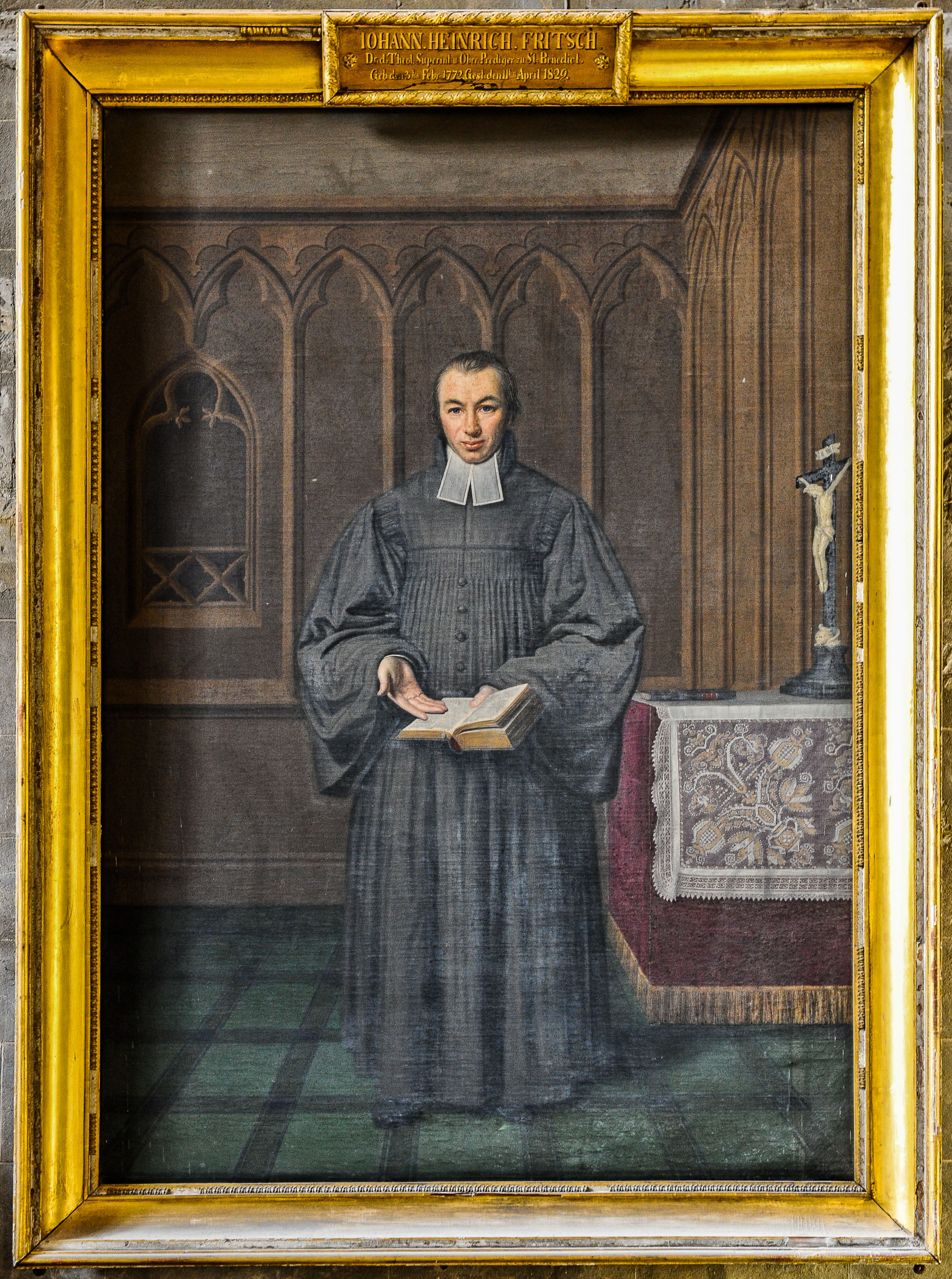
Johann Heinrich Fritsch, Pfarrer in Quedlinburg (Gemälde in Marktkirche Quedlinburg, Deutschland)

Johann Heinrich Fritsch (* 3. Februar 1772 in Quedlinburg; † 11. April 1829 ebenda) war evangelischer Oberprediger und vormaliger „Königl. Preuß. Superintendent der Diöces Quedlinburg“ an der St. Benediktikirche in Quedlinburg. Ihm verdankt die Stadt die erste vollständige Chronik mit Namen „Geschichte des vormaligen Reichsstifts und der Stadt Quedlinburg“, die im Jahre 1828 erschien.
Eines seiner naturwissenschaftlichen Hobbys war die Amateur-Astronomie, der er, nachdem ihm von Johann Elert Bode aus Berlin ein englisches Teleskop geschenkt wurde, leidenschaftlich nachging. Ihm ist die Entdeckung der Helligkeitsschwankung des veränderlichen Sterns Epsilon Aurigae zugeschrieben. Er entdeckte 1821, dass dessen Helligkeit deutlich geringer als in alten Sternkarten angegeben, war. Er schrieb am 20. Februar 1821 an Bode: „Den Epsilon in der Ziege des Fuhrmann sahe ich oft gegen Zeta und Eta so schwach, dass er kaum zu erkennen war. Hat man dies schon beobachtet?“ Bode bemerkt hierzu: „Meines Wissens nicht, Flamstedt (sic!) und Piazzi geben ε , ζ, η die vierte Größe.“ Die Helligkeit von ε Aurigae schwankt im 27,1 Jahreszyklus, was später von anderen Astronomen konkretisiert wurde. Der nächste Beobachter der Veränderlichkeit war J. Heis im Jahre 1843, dem aber Fritschs Entdeckung nicht bekannt war.
Fritsch gilt deshalb als Entdecker der Veränderlichkeit von ε Aurigae, welcher sich Anfang 1821 wohl im Helligkeitsminimum befunden hat. Deshalb heißt dieser langperiodische Veränderliche Stern auch „Stern von Quedlinburg“.
Bode berichtet im Astronomischen Jahrbuch für das Jahr 1824 (veröffentlicht 1821) über die Beobachtungen des Kometen Nicolet, welcher erst kurz vorher entdeckt wurde, durch Fritsch. Dort wird auch seine Beobachtung erwähnt, dass der Stern ε Aurigae deutlich dunkler als in alten Karten verzeichnet, sei.
Fritsch zeichnete außerdem Karten und fertigte Illustrationen und Sternzeichnungen an, von denen viele auch veröffentlicht wurden.
Im Jahr 1811 machte er eine Reise durch Schlesien und ins Riesengebirge, über die er auch ein Buch schrieb.
Seine Frau Sophie Fritsch, geborene Haupt, war Inhaberin des Louisenordens und schrieb ein Buchkapitel „Erinnerungen aus Fritsch's häuslichem Leben“ über ihren Mann im Buch Erinnerungen an D. Johann Heinrich Fritsch von Albert Becker, Quedlinburg 1837.
Pfarrer Fritsch zu Ehren soll die derzeit (Anfang 2013) im Bau befindliche Volks- und Schulsternwarte in Quedlinburg Johann-Heinrich-Fritsch-Sternwarte benannt werden.

## Werke
- Johann August Hermes, Doctor der Theologie, Consistorialrath, Oberhofprediger und Superintendent zu Quedlinburg, nach seinem Leben, Charakter und Wirken dargestellt , Quedlinburg und Leipzig 1827
- Geschichte des vormaligen Reichsstifts und der Stadt Quedlinburg, Quedlinburg 1828 Link zu Google Books mit 1. Band 1. und 2. Band; (Digitalisat)